# Лужелюбки
Лужелюбки (лат. Phrynobatrachus) — род бесхвостых земноводных, единственный в семействе Phrynobatrachidae. Ранее рассматривался как подсемейство настоящих лягушек. Это большой род, который можно разделить на три основные клады. Эти клады можно рассматривать как разные роды, но данная схема пока не используется.

## Описание
Общая длина представителей этого рода колеблется от 2,5 до 5 см. Наблюдается половой диморфизм: самки несколько крупнее самцов. Голова небольшая, глаза немного выпуклые с горизонтальными зрачками. Кожа бугристая, шершавая. Конечности не имеют перепонок. Задние лапы больше передних, а также имеют более длинные пальцы.
Окраска видов соответствует местности, где они распространены. Преобладает бурый, серый, зеленоватый, чёрный и коричневый цвет.

## Образ жизни
Обитают в различных биотопах — от сухих саванн до тропических лесов. Населяют редколесья, нагорья, местность с обильной растительностью, стоячие водоёмы. После дождя часто встречаются в лужах, канавах. Активны утром или в сумерках, питаются мелкими беспозвоночными и их личинками.

## Размножение
Это яйцекладущие земноводные. Многие виды размножаются во временных водоёмах, таких как лужи, что отобразилось в названии рода.

## Распространение
Являются одними из наиболее распространенных амфибий в Африке. Обитают во всех странах южнее Сахары.

## Классификация
На октябрь 2018 года в род включают 91 вид:
- Phrynobatrachus acridoides (Cope, 1867) — Дневная лужелюбка
- Phrynobatrachus acutirostris Nieden, 1912 — Остромордая лужелюбка
- Phrynobatrachus afiabirago Ofori-Boateng et al., 2018
- Phrynobatrachus africanus (Hallowell, 1858) — Разнозубая лягушка
- Phrynobatrachus albifer (Ahl, 1924)
- Phrynobatrachus albomarginatus De Witte, 1933 — Заирская лужелюбка
- Phrynobatrachus alleni Parker, 1936
- Phrynobatrachus annulatus Perret, 1966
- Phrynobatrachus anotis Schmidt & Inger, 1959 — Безухая лужелюбка
- Phrynobatrachus asper Laurent, 1951
- Phrynobatrachus auritus Boulenger, 1900 — Подстилочная лужелюбка
- Phrynobatrachus batesii (Boulenger, 1906)
- Phrynobatrachus bequaerti (Barbour & Loveridge, 1929) — Оранжевоногая лужелюбка
- Phrynobatrachus breviceps Pickersgill, 2007
- Phrynobatrachus brevipalmatus (Ahl, 1925)
- Phrynobatrachus brongersmai Parker, 1936
- Phrynobatrachus bullans Crutsinger et al., 2004
- Phrynobatrachus calcaratus (Peters, 1863) — Островекая лужелюбка
- Phrynobatrachus chukuchuku Zimkus, 2009
- Phrynobatrachus congicus (Ahl, 1925) — Конголезская лужелюбка
- Phrynobatrachus cornutus (Boulenger, 1906) — Рогатая лужелюбка
- Phrynobatrachus cricogaster Perret, 1957 — Оранжевобрюхая лужелюбка
- Phrynobatrachus cryptotis Schmidt & Inger, 1959 — Скрытоухая лужелюбка
- Phrynobatrachus dalcqi Laurent, 1952 — Центральноафриканская лужелюбка
- Phrynobatrachus danko Blackburn, 2010
- Phrynobatrachus dendrobates (Boulenger, 1919) — Чащобная лужелюбка
- Phrynobatrachus dispar (Peters, 1870) — Островная лужелюбка
- Phrynobatrachus elberti (Ahl, 1925) — Камерунская лужелюбка
- Phrynobatrachus francisci Boulenger, 1912
- Phrynobatrachus fraterculus (Chabanaud, 1921)
- Phrynobatrachus gastoni Barbour & Loveridge, 1928
- Phrynobatrachus ghanensis Schiøtz, 1964 — Ганская лужелюбка
- Phrynobatrachus giorgii De Witte, 1921
- Phrynobatrachus graueri (Nieden, 1911) — Фиолетовоногая лужелюбка
- Phrynobatrachus guineensis Guibé & Lamotte, 1962
- Phrynobatrachus gutturosus (Chabanaud, 1921) — Желтоногая лужелюбка
- Phrynobatrachus hieroglyphicus Rödel, Ohler, & Hillers, 2010
- Phrynobatrachus horsti Rödel et al., 2015
- Phrynobatrachus hylaios Perret, 1959 — Стройная лужелюбка
- Phrynobatrachus inexpectatus Largen, 2001
- Phrynobatrachus intermedius Rödel et al., 2009
- Phrynobatrachus irangi Drewes & Perret, 2000
- Phrynobatrachus jimzimkusi Zimkus, Gvoždík, & Gonwouo, 2013
- Phrynobatrachus kakamikro Schick et al., 2010
- Phrynobatrachus keniensis Barbour & Loveridge, 1928 — Луговая лужелюбка
- Phrynobatrachus kinangopensis Angel, 1924 — Высокогорная лужелюбка
- Phrynobatrachus krefftii Boulenger, 1909 — Танганьикская лужелюбка
- Phrynobatrachus latifrons Ahl, 1924
- Phrynobatrachus leveleve Uyeda, Drewes, & Zimkus, 2007
- Phrynobatrachus liberiensis Barbour & Loveridge, 1927
- Phrynobatrachus mababiensis FitzSimons, 1932 — Мелодичная лужелюбка
- Phrynobatrachus maculiventris Guibé & Lamotte, 1958
- Phrynobatrachus manengoubensis (Angel, 1940) — Миниатюрная лужелюбка
- Phrynobatrachus mayokoensis Rödel et al., 2015
- Phrynobatrachus minutus (Boulenger, 1895)
- Phrynobatrachus nanus (Ahl, 1925) — Карликовая лужелюбка
- Phrynobatrachus natalensis (Smith, 1849) — Саванная лужелюбка, или наталийская лягушка
- Phrynobatrachus njiomock Zimkus & Gvoždík, 2013
- Phrynobatrachus ogoensis (Boulenger, 1906) — Габонская лужелюбка
- Phrynobatrachus pakenhami Loveridge, 1941 — Пембаская лужелюбка
- Phrynobatrachus pallidus Pickersgill, 2007
- Phrynobatrachus parkeri De Witte, 1933 — Лужелюбка Паркера
- Phrynobatrachus parvulus (Boulenger, 1905) — Крохотная лужелюбка
- Phrynobatrachus perpalmatus Boulenger, 1898 — Перепончатая лужелюбка
- Phrynobatrachus petropedetoides Ahl, 1924 — Каскадная лужелюбка
- Phrynobatrachus phyllophilus Rödel & Ernst, 2002
- Phrynobatrachus pintoi Hillers, Zimkus, & Rödel, 2008
- Phrynobatrachus plicatus (Günther, 1858)
- Phrynobatrachus pygmaeus (Ahl, 1925) — Лужелюбка-пигмей
- Phrynobatrachus rainerguentheri Rödel et al., 2012
- Phrynobatrachus rouxi (Nieden, 1912) — Лужелюбка Ру
- Phrynobatrachus rungwensis (Loveridge, 1932)
- Phrynobatrachus ruthbeateae Rödel et al., 2012
- Phrynobatrachus sandersoni (Parker, 1935) — Двузубая лягушка
- Phrynobatrachus scapularis (De Witte, 1933)
- Phrynobatrachus scheffleri (Nieden, 1911)
- Phrynobatrachus schioetzi Blackburn & Rödel, 2011
- Phrynobatrachus steindachneri Nieden, 1910 — Лужелюбка Штайндахнера
- Phrynobatrachus sternfeldi (Ahl, 1924)
- Phrynobatrachus stewartae Poynton & Broadley, 1985
- Phrynobatrachus sulfureogularis Laurent, 1951 — Бурундийская лужелюбка
- Phrynobatrachus taiensis Perret, 1988
- Phrynobatrachus tanoeensis Kpan et al., 2018
- Phrynobatrachus tokba (Chabanaud, 1921) — Гвинейская лужелюбка
- Phrynobatrachus ukingensis (Loveridge, 1932) — Сверчковая лужелюбка
- Phrynobatrachus ungujae Pickersgill, 2007
- Phrynobatrachus uzungwensis Grandison & Howell, 1983 — Танзанийская лужелюбка
- Phrynobatrachus versicolor Ahl, 1924 — Пёстрая лужелюбка
- Phrynobatrachus villiersi Guibé, 1959
- Phrynobatrachus vogti Ahl, 1924 — Лужелюбка Фогта
- Phrynobatrachus werneri (Nieden, 1910) — Лужелюбка Вернера

## Фото

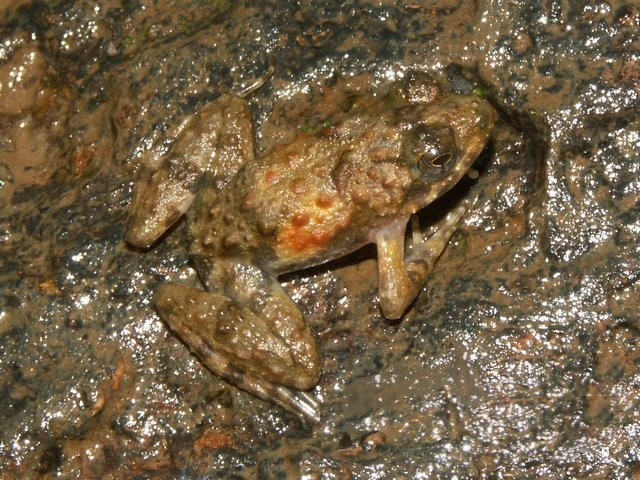
Островекая лужелюбка
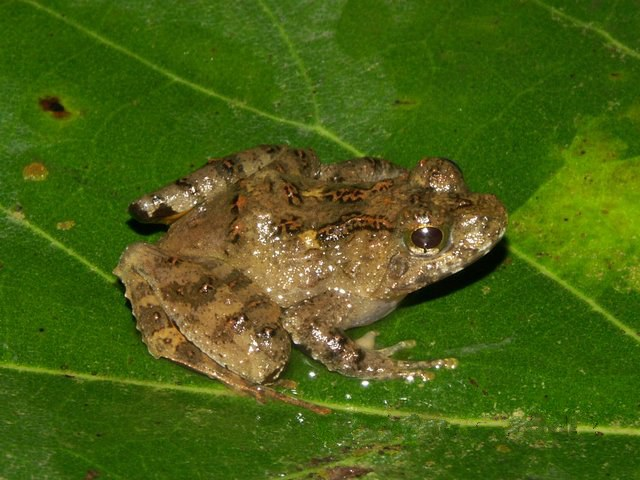
Оранжевобрюхая лужелюбка
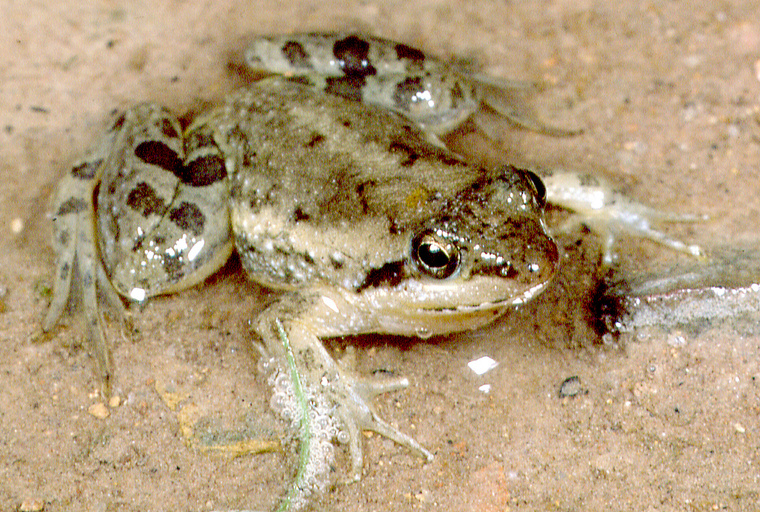
Перепончатая лужелюбка
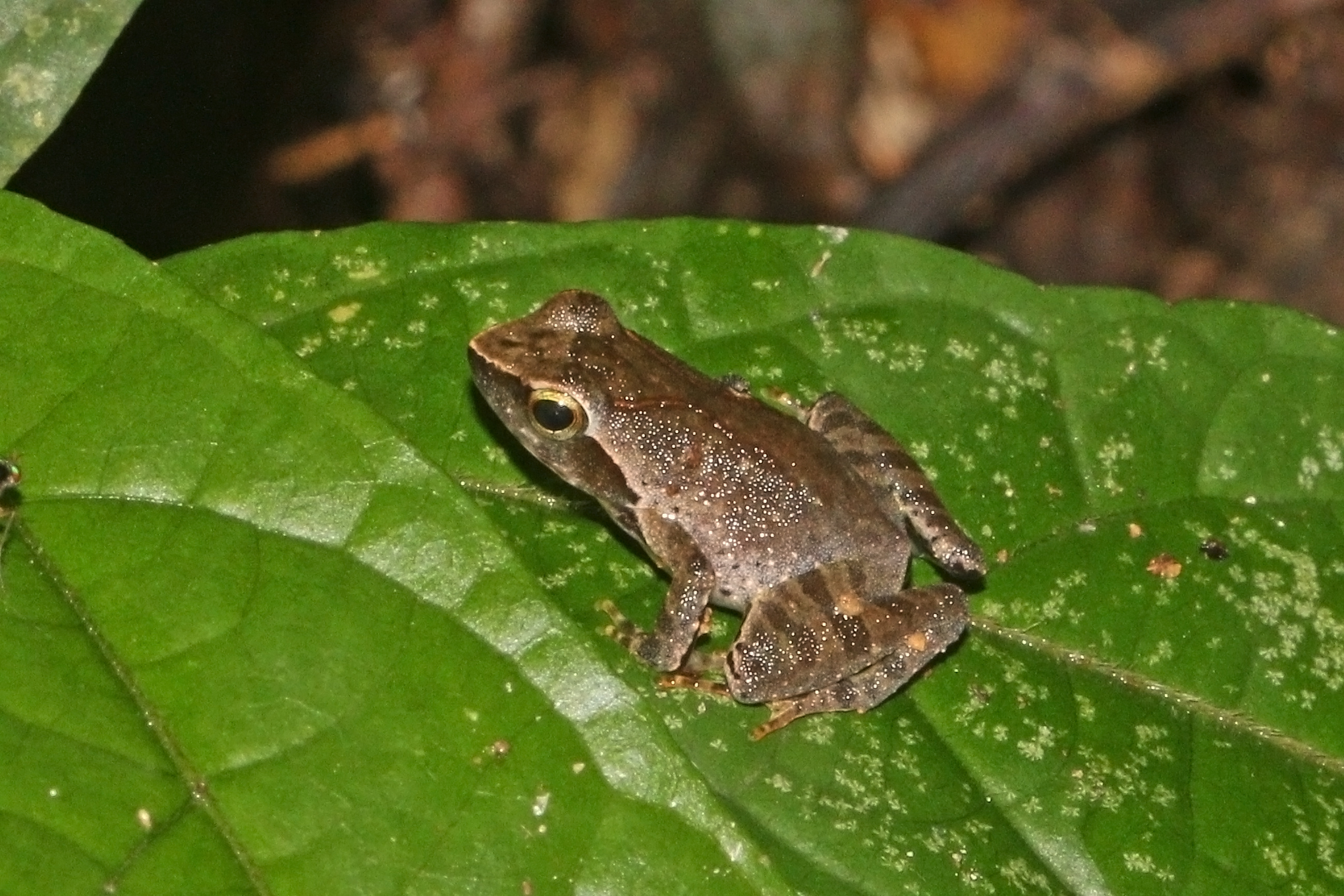
Phrynobatrachus plicatus